# Walsrode
Walsrode är en stad i Landkreis Heidekreis i förbundslandet Niedersachsen i Tyskland  och har cirka 31 000 invånare. Walsrode ligger vid floden Böhme.